# Polycentridae
Famille
Les Polycentridés (Polycentridae) forment une famille de poissons d'eau douce appartenant à l'ordre des perciformes.

## Liste des genres
Bien que cette famille de poissons soit reconnu par ITIS, FishBase et World Register of Marine Species (2 février 2015), son contenu n'est pas le même en fonction des auteurs.
| Selon World Register of Marine Species (2 février 2015) et ITIS (2 février 2015) : _ - genre Afronandus Meinken, 1955 (placé par FishBase sous Nandidae) - genre Monocirrhus Heckel, 1840 - genre Polycentropsis Boulenger, 1901 (placé par FishBase sous Nandidae) - genre Polycentrus Müller & Troschel, 1849 | Selon FishBase (2 février 2015) et Catalogue of Life (2 février 2015) : - genre Monocirrhus Heckel, 1840 - Monocirrhus polyacanthus Heckel, 1840 - genre Polycentrus Müller & Troschel, 1849 - Polycentrus schomburgkii Müller & Troschel, 1849 |